# Ovis canadensis
El borrego cimarrón, carnero de las Rocosas, musmón, muflón de las montañas o muflón canadiense (Ovis canadensis) es una especie de artiodáctilo de perteneciente a la familia de los bóvidos propia de Norteamérica.

## Origen

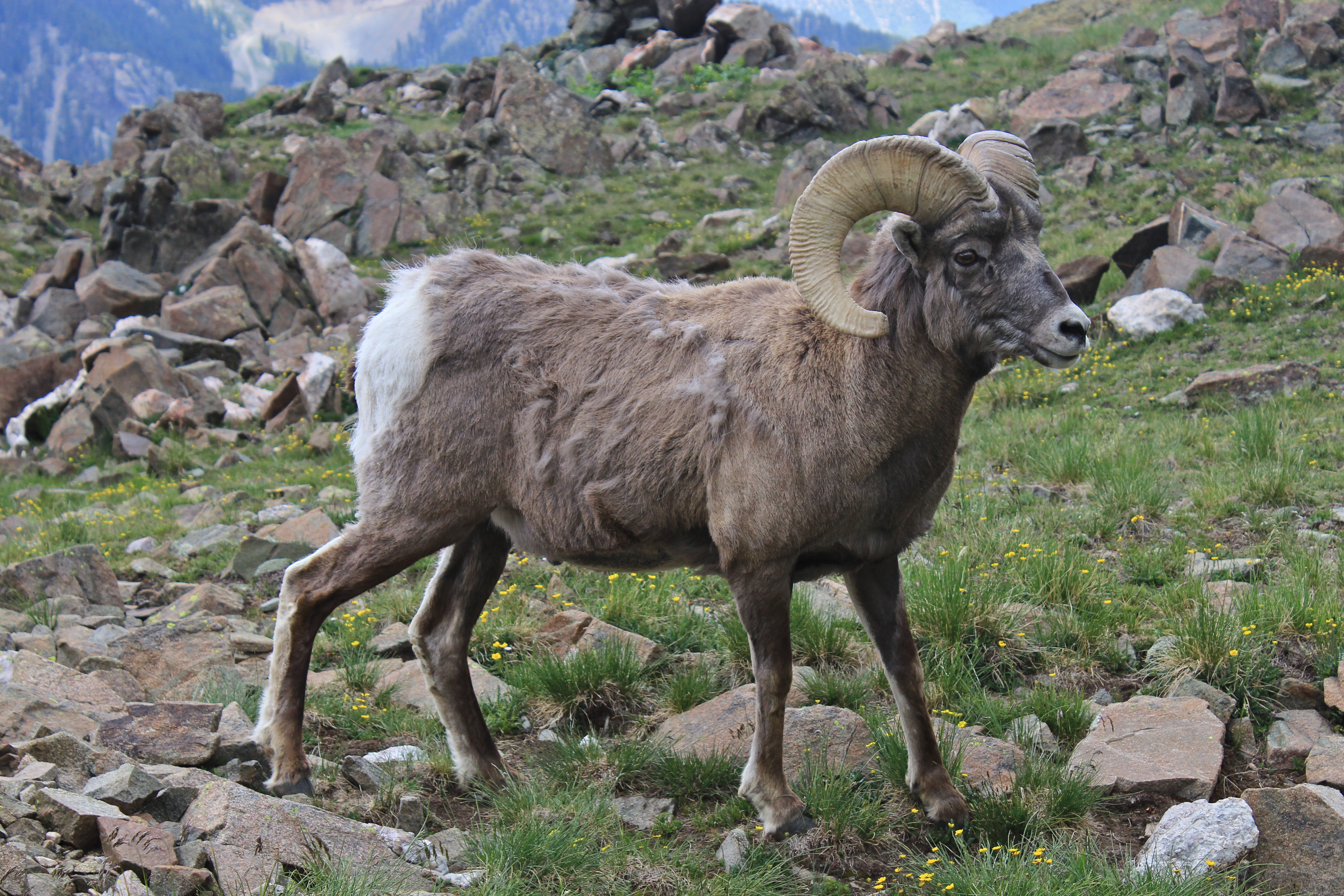
Muflón canadiense.

Este muflón salvaje cruzó el estrecho de Bering (entonces seco) entre Siberia y Norteamérica durante el Pleistoceno y, consecuentemente, se desarrolló en el oeste de Norteamérica hasta la Baja California y Noroeste de México. Divergente de su cercano antecesor asiático, la oveja de las nieves, apareció hace cerca de 100 000 años. En Norteamérica, la oveja salvaje divergió en dos especies, el carnero de Dall que ocupó Alaska y el noroeste de Canadá y el carnero de las Rocosas que se ubica desde el sureste de Canadá a México.

## Subespecies
Se reconocen seis subespecies de Ovis canadensis.
- Ovis canadensis canadensis - borrego cimarrón de las Montañas Rocosas.
- Ovis canadensis californiana - borrego cimarrón Californiano.
- Ovis canadensis cremnobates - borrego cimarrón cremnobates.
- Ovis canadensis mexicana - borrego cimarrón mexicano.
- Ovis canadensis nelsoni - borrego cimarrón del desierto.
- Ovis canadensis weemsi - borrego cimarrón weemsi.